# Haukes
Haukes est une localité des Pays-Bas rattachée à la commune de Berg en Dal, dans la province de Gueldre.